# Afonso Soares
Affonso Gonçalves Soares (Rio de Janeiro, 11 de setembro de 1923 – Rio de Janeiro, 27 de maio de 2007) foi um radialista e  jornalista brasileiro.

## Biografia
Iniciou sua carreira na década de 1940 na cidade do Rio de Janeiro. Seu primeiro grande destaque foi a cobertura da Copa do Mundo de 1950, sediada no Brasil, atuando desde então em todas as copas até o ano de 1990 na Itália.
Um dos mais premiados Cronistas esportivos do Brasil, trabalhou nas rádios Globo, Tupi e outras. Comandou quadros como: "Do outro lado da vida" (onde entrevistava presidiários dentro do cárcere), "Não Perca a Esportiva" (dentro do programa "Show da Manhã", ao lado de Paulo Giovanni, Francisco Barbosa e Antônio Carlos) e o programa "Alerta Geral" apresentado por Haroldo de Andrade. Na TV, foi o criador e apresentador do programa "Rio Cidade Alerta" que era transmitido pela extinta TV Rio (hoje RecordTV), programa este que, passou a ser transmitido em rede nacional e ganhou maior destaque e audiência enquanto apresentado pelo jornalista, Marcelo Rezende). 
Criou, em 3 de janeiro de 1960, a "Patrulha da Cidade", programa policial transmitido até hoje pela Super Rádio Tupi, que mistura jornalismo com rádio-teatro, relatando casos policiais com uma dose de humor.   Criou também o mesmo estilo de programa policial na Rádio Globo do Rio, na década de 80, com o nome de "A Cidade contra o Crime". Affonso Soares ficou muito marcado também por criar frases como: "Amigo meu não tem defeito, inimigo se não tiver eu ponho", "É melhor ouvir isso do que ser surdo". Criou também a expressão "PIRANHA" (no sentido de "mulher meretriz, prostituta")  usada nacionalmente e que possui significado e referência nos dicionários nacionais, tais como Dicionário Aurélio.
Nascido no bairro do Catumbi, na região central da cidade do Rio de Janeiro, filho de Abel Gonçalves Soares e Olívia Mazzuca Soares, era casado  com Elizabeth Conrado Soares e pai de três filhos, Lana Beth Gonçalves Soares (advogada), Celso Roberto Gonçalves Soares (falecido em 13 de março de 2007), e Márcia Cristina Conrado Soares, (sendo essa filha adotiva e avô de 4 netos, Affonso Gonçalves Soares Neto (fotógrafo), Carlos Eduardo Gonçalves Soares Neves (Empresário), Marcelle da Silva Gonçalves Soares (estudante) e Karen da Silva Gonçalves Soares(Estudante). No futebol, Affonso Soares era torcedor fanático do Fluminense, e no samba, um apaixonado pela Portela, tradicional escola de samba de Madureira.
Aposentou-se no fim dos anos 90. Faleceu em Sepetiba, zona oeste do Rio, na madrugada do dia 27 de maio de 2007, aos 83 anos, vitimado por um infarto, enquanto dormia.